# M*A*S*H (film)
MASH är en amerikansk dramakomedifilm från 1970. Filmen regisserades av Robert Altman. Handlingen är baserad på boken med samma namn och filmen inspirerade även en TV-serie. Förkortningen MASH står för Mobile Army Surgical Hospital (ungefär "mobilt armékirurgisjukhus"), och filmen utspelar sig under Koreakriget. Filmen vann festivalens stora pris vid filmfestivalen i Cannes och en Oscar för bästa manus efter förlaga vid Oscarsgalan 1971.
Filmen hade svensk premiär 3 augusti 1970 på biografen Park i Stockholm.

## Övrigt
Den efterföljande TV-serien fick i stort sett samma rollfigurer som filmen, men endast en roll, "Radar", spelades av samma skådespelare i både filmen och TV-serien.
Utropen från högtalarna är en återkommande gimmick i både filmen och TV-serien, men de fanns inte i manus medan man spelade in filmen. De tillkom först under klippningen då man spelade in bilder och repliker och slutligen klippte in dem i filmen.

## Rollista i urval
- Donald Sutherland - Kapten Benjamin Franklin "Hawkeye" Pierce
- Elliott Gould - Kapten John Francis Xavier "Trapper John" McIntyre
- Tom Skerritt - Kapten Augustus Bedford "Duke" Forrest
- Sally Kellerman - Major Margaret "Hot Lips" Houlihan
- Robert Duvall - Major Frank Burns
- Gary Burghoff - Korpral "Radar" O'Reilly
- Roger Bowen - Överstelöjtnant Henry Braymore Blake
- René Auberjonois - Fader John Patrick "Dago Red" Mulcahy
- David Arkin - Översergeant Wade Douglas Vollmer
- Jo Ann Pflug - Löjtnant Maria "Dish" Schneider
- John Schuck - Kapten Walter Koskiusko "The Painless Pole" Waldowski, DDS
- Carl Gottlieb - Kapten John "Ugly John" Black
- Danny Goldman - Kapten Murrhardt
- Corey Fischer - Kapten Dennis Patrick Bandini
- Indus Arthur - Löjtnant Leslie
- Dawne Damon - Kapten Scorch
- Tamara Horrocks - Kapten Bridget "Knocko" McCarthy
- Ken Prymus - Menige Seidman
- Fred Williamson - Kapten Oliver Harmon "Spearchucker" Jones
- Michael Murphy - Kapten Ezekiel Bradbury "Me Lay" Marston IV
- Timothy Brown - Korpral Judson
- Bud Cort - Menige Lorenzo Boone
- G. Wood - Brigadgeneral Charlie Hammond
- Kim Atwood - Ho-Jon
- Dale Ishimoto - Koreansk doktor
- Bobby Troup - Översergeant Gorman
- Marvin Miller - PA-annonsör